# الاتفاقية المنظمة للجوانب الخاصة بمشكلات اللاجئين في إفريقيا
اتفاقية منظمة الوحدة الأفريقية التي تحكم الجوانب المحددة لمشكلات اللاجئين في إفريقيا، والتي تسمى أيضًا اتفاقية منظمة الوحدة الأفريقية للاجئين، أو اتفاقية اللاجئين لعام 1969، هي أداة قانونية إقليمية تحكم حماية اللاجئين في إفريقيا. وهي تتألف من 15 مادة وتم سنها في أديس أبابا في 10 سبتمبر 1969 ودخلت حيز التنفيذ في 20 يونيو 1974. وهي تستند إلى اتفاقية اللاجئين لعام 1951 وبروتوكول عام 1967 وقد أثرت على إعلان كارتاخينا لعام 1984 واتفاقية كمبالا لعام 2009. السياق التاريخي لاتفاقية اللاجئين لعام 1969 هو عصر إنهاء الاستعمار والفصل العنصري وكذلك الانتفاضات السياسية والعسكرية الداخلية.
ووقعت عليها 41 دولة أو حكومة وصادقت عليها حاليًا 45 دولة من أصل 54 دولة عضو في الاتحاد الأفريقي. وهي الصك القانوني الإقليمي الوحيد الملزم بشأن قضايا اللاجئين في العالم النامي ومكمل إقليمي لاتفاقية اللاجئين لعام 1951.

## الابتكارات القانونية
حققت اتفاقية اللاجئين لعام 1969 بعض الإنجازات الهامة من اتفاقية اللاجئين لعام 1951.
- يُحظر التمييز ضد اللاجئين لأسباب إضافية تتعلق بالانتماء إلى فئة اجتماعية معينة أو جنسية أو رأي سياسي. هذه الأسباب كانت غائبة في اتفاقية اللاجئين لعام 1951.
- سيتم استبعاد أي لاجئ «ارتكب جريمة غير سياسية خطيرة خارج بلد اللجوء بعد قبوله في ذلك البلد كلاجئ» أو «يتعارض مع أغراض ومبادئ منظمة الوحدة الأفريقية» من التعريف.[3] كما تحتوي على حظر على اللاجئين وطالبي اللجوء للانخراط في أي أنشطة تخريبية ضد أي دولة عضو.
- وتتضمن اقتراحات لتقاسم الأعباء والمسؤوليات والتضامن والتعاون بين الدول الأعضاء، مثل إعادة التوطين الإقليمي والدعم المالي.
- لقد أزالت تسييس مفهوم اللجوء، وهو عمل سلمي وإنساني، وأعلنت أنه لن يعد ينظر إليه من قبل الدول الأعضاء على أنه عمل غير ودي، وتحث الدول الأعضاء على منح اللجوء لأولئك الأفراد الذين يقعون ضمن تعريف اللاجئ. في حين أنها تتقدم هنا من اتفاقية اللاجئين لعام 1951، إلا أنها لا تمنح الفرد حق اللجوء (يظل من حق الدولة منح هذا الحق).[2]
- فقد أدخلت الحظر «المطلق» على الإعادة القسرية، في حين أن اتفاقية اللاجئين لعام 1951 تسمح بالعودة أو الطرد للاجئين إذا كان الأمن القومي للدولة في خطر. ومع ذلك، إذا ارتكب طالبو اللجوء جرائم خطيرة معينة، فسيتم استبعادهم من تعريف اللاجئ ويمكن إعادتهم أو طردهم. وبالتالي، فإن الإعادة القسرية محدودة فقط ولكنها ليست محظورة تمامًا.[2]
- تم تقنين مبدأ العودة الطوعية لأول مرة. ومع ذلك، لم يتم تحديد الوضع في البلد الأصلي الذي سيعود إليه اللاجئ، وبالتالي لا داعي لتغيير جوهري في الظروف ومعايير حقوق الإنسان في ذلك البلد.[4]

### التوسع في تعريف مصطلح اللاجئ
وسعت اتفاقية اللاجئين لعام 1969 تعريف اللاجئ لعام 1951:
- أضيفت فقرة ثانية إلى تعريف مصطلح «اللاجئ»، والتي تشمل «العدوان الخارجي، والاحتلال، والسيطرة الأجنبية أو الأحداث التي تخل بالنظام العام بشكل خطير» كأسباب للهروب.[3] وهذا يشمل المواقف العرضية التي لا تستند إلى عمل متعمد للدولة، أي أن مصدر الخطر لا يحتاج إلى أن يكون الدولة أو وكلائها. ويشمل ذلك الفارين من الكوارث البيئية مثل الجفاف والمجاعة. وهذا يعني أن الخوف من الخطر لم يعد مرتبطًا فقط برد الفعل الشخصي للفرد ولكن أيضًا بالعنصر السببي لحالات اللاجئين. وقد مهد هذا التغيير في التعريف الطريق لتحديد وضع اللاجئ الجماعي «للمرة الأولى».
- في حين أن اتفاقية اللاجئين لعام 1951 تستخدم «بلد جنسيته» كوحدة جغرافية يجب أن يكون اللاجئ قد فر منها، فإن الفقرة الثانية من التعريف الوارد في اتفاقية اللاجئين لعام 1969 تستخدم «مكان إقامته المعتاد» كإطار جغرافي مرجعي.